# Олівія Скотт Велч
Олівія Скотт Велч (англ. Olivia Scott Welch, нар. 11 лютого 1998, Герст, Техас, США) також відома як Олівія Велч — американська акторка. Вона зіграла Саманту «Сем» Фрейзер у трилогії фільмів жахів Netflix «Вулиця страху».

## Життя і кар'єра
Велч народилася в маленькому передмісті Герста, штат Техас, США, між Далласом і Форт-Вортом, у батьків, бабусь і дідусів, які любили кіно, тож незабаром вона зацікавилася мистецтвом і особливо акторською майстерністю. У неї є молодша сестра.
В 11 років вона вже відвідувала свої перші уроки акторської майстерності, а в середній школі вона кілька разів їздила до Лос-Анджелеса, беручи участь у таких серіалах, як «Агент Картер» і «Американська сімейка». Зрештою, після закінчення навчання, вона оселилася в Каліфорнії, щоб продовжити професійну кар'єру.
У 2019 році вона отримала головну роль Сем Фрейзер у кінотрилогії «Вулиця страху», прем'єра якої відбулася в липні 2021 року на Netflix. Історія починається в 1994 році і зосереджується на групі підлітків, яких мучить прокляття та таємниця, що переслідує їхнє місто понад 300 років, у якому зараз Сем переслідують вбивці з різних часів, а Діна прагне врятувати її від цього прокляття. Велч також знялася в телесеріалі «Паніка» в ролі Гізер Нілл, заснованому на однойменному романі Лорен Олівер, прем'єра якого відбулася 28 травня 2021 року на Amazon Prime Video.
У серпні 2021 року повідомлялося, що її взяли на головну роль у майбутньому фільмі «Блакитна троянда» як детектива Ліллі, дія якого відбувається в 1950-х роках і поєднує різні жанри, такі як фантастика та жахи; Сюжет розгортається навколо пари молодих детективів, які під час розслідування справи про вбивство опиняються в темній альтернативній реальності.

## Фільмографія

### Фільми
| Рік  | Назва                              | Роль                                 | Прим.           |
| ---- | ---------------------------------- | ------------------------------------ | --------------- |
| 2020 | Лайно                              | Джесс                                |                 |
| 2021 | Вулиця страху. Частина перша: 1994 | Саманта «Сем» Фрейзер                | Потокові фільми |
| 2021 | Вулиця страху. Частина друга: 1978 | Саманта «Сем» Фрейзер                | Потокові фільми |
| 2021 | Вулиця страху, частина третя: 1666 | Саманта «Сем» Фрейзер / Ханна Міллер | Потокові фільми |
| 2023 | Демонічне Різдво                   | The Sacrifice Game                   |                 |

### Телебачення
| Рік       | Назва                | Роль                   | Примітки                  |
| --------- | -------------------- | ---------------------- | ------------------------- |
| 2015-2016 | Американська сімейка | Олів                   | 2 серії (7 сезон)         |
| 2016      | Агент Картер         | Агнес Каллі (підліток) | 1 серія (2 сезон)         |
| 2019      | Неймовірне           | Амелія                 | 2 епізоди                 |
| 2021      | Паніка               | Гізер Ніл              | Головна роль, 10 серій    |
| 2023      | Щасливчик Генк       | Джулі Деверо           | Головний акторський склад |